# Trópico de Capricornio (novela)

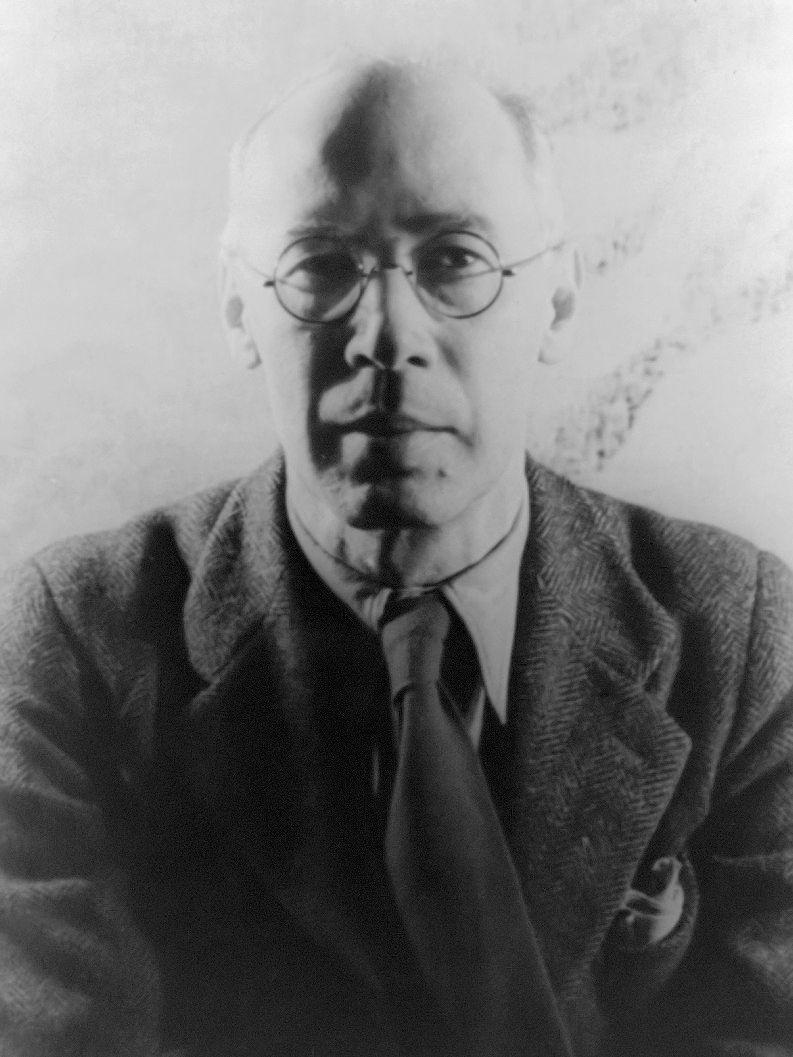
Henry Miller, fotografiado por Carl Van Vechten, 22 de enero de 1940.

Trópico de Capricornio es una novela semiautobiográfica del escritor estadounidense Henry Miller, publicada en París en 1938. Se trata de una secuela de Trópico de Cáncer, de 1934.
Ambientada en la Nueva York de la década de 1920, la novela es la historia del despertar espiritual de su protagonista y narrador, Henry V. Miller, empleado de la división de personal de la compañía telegráfica «Cosmodemonic». Gran parte de la trama gira alrededor de sus años conflictivos con su mujer June Miller, y el proceso de encontrar su voz como escritor. No obstante, aunque las experiencias de su alter ego narrador, con el que comparte el nombre, son muy cercanas a las que pudo tener el propio Miller cuando trabajó para la compañía telegráfica Western Union, la novela se considera una obra de ficción.
Trópico de Capricornio estuvo prohibida en Estados Unidos hasta que el Departamento de Justicia en vigor declaró que su contenido no era obsceno.

## Contexto
En 1928 Henry Miller realizó un viaje por toda Europa, lleno de curiosidad hacia lo europeo. Regresó a Nueva York y estuvo un año allí, hasta que consiguió el dinero para regresar con idea de ir a España. No obstante, se quedó en París, donde vivió hasta 1940 y donde escribió sus obras más famosas. Miller entró en contacto con muchos expatriados y artistas internacionales, entre ellos la escritora Anaïs Nin, con quien mantuvo una intensa relación, tanto amorosa como literaria y filosófica. En París, las convicciones anticapitalistas de Miller se fueron ratificando por influencia del ambiente vanguardista y liberal de su círculo.
En 1934 publicó en París su primera novela, Trópico de Cáncer, que refleja la visión de un expatriado estadounidense en París sobre multitud de temas, como la sociedad norteamericana, la economía, la política, sociedad y literatura, y la sexualidad, con un papel preponderante. La novela estuvo censurada en su país hasta 1961, tras lo cual fue objeto de varios juicios por obscenidad y pornografía hasta que el Tribunal Supremo de los Estados Unidos la declaró obra literaria en 1964.
Tras divorciarse de su segunda esposa, June, en 1934, publicó otra novela semiautobiográfica, Primavera negra (1936), basada en su infancia en Brooklyn. Tras la publicación en 1938 de Max y los fagocitos blancos Miller, que daba clases de inglés en un instituto parisino, disfrutaba de cierta notoriedad por sus novelas. En Trópico de Capricornio el novelista entretejió la ficción con episodios autobiográficos de su juventud.

## Análisis
Trópico de Cáncer y Trópico de Capricornio son las novelas más famosas de Henry Miller, cuya obra es conocida por su elevado erotismo y sus numerosos referentes autobiográficos. Junto a Primavera negra, son novelas fundamentales en la evolución de la literatura estadounidense de posguerra y del siglo XX en general. La obra de Miller se enmarca en el experimentalismo literario y el debate que se dio en las décadas de 1920 y 1930 sobre la «nueva novela», al tiempo que anticipa una «visión irónica de la producción literaria» que le aproxima, política y estéticamente, a la Generación Beat y al posmodernismo de la década de 1960.
Sus novelas son «una mezcla de ensayo, diario, poesía, esbozos surrealistas y narración», donde la vida real del autor y la de su alter ego ficticio se imbrican «en un intento de destruir los límites que separan los géneros literarios y lo real de lo imaginario».
Mientras en Trópico de Cáncer Miller preserva, mediante el uso de extensas anécdotas, ciertos vestigios del tiempo cronológico, en Trópico de Capricornio un aluvión de verbosidad inunda la obra acabando con esas microtramas. Salta abrupta y rápidamente de las anécdotas al monólogo interior, construyendo un edificio verbal «de proporciones barrocas». La apariencia de tiempo externo se colapsa, al desdibujarse los límites entre memoria y creación, entre acción y texto, escrutando a un tiempo el infierno personal de su alter ego literario y su propia infancia, un espacio en el que poder resistir, aunque sea temporalmente, las maquinaciones deshumanizadoras de una civilización capitalista cuya ética se encuentra en decadencia. Trópico de Cáncer, es una de las novelas pioneras de la contracultura norteamericana progre, budista y anarquista.